# Paus Grand Prix 1948
Paus Grand Prix 1948 var det första av 19 grand prix och andra racinglopp under 1948. Paus Grand Prix 1948 var det första loppet som benämndes "formel 1", men det ingick inte i världsmästerskapet, som inte började förrän 1950. 

## Resultat
1. Nello Pagani, Maserati
2. Yves Giraud-Cabantous, Talbot-Lago
3. Charles Pozzi, Talbot-Lago
4. Louis Rosier, Talbot-Lago
5. Jean-Pierre Wimille, Simca-Gordini
6. Emmanuel de Graffenried, Maserati

### Förare som bröt loppet
- Raymond Sommer, Maserati (varv 109, hjulhaveri)
- Louis Chiron, Talbot-Lago (32, oljerör)
- Prince Bira, Simca-Gordini (0, vipparmar)
- José Scaron/Prince Bira, Simca-Gordini (0, vipparmar)
- Henri Louveau, Maserati
- Eugène Chaboud, Delahaye
- Harry Schell, Cisitalia (0,differential)
- Roger Loyer, Cisitalia (0,differential)
- Eugène Martin, Frazer-Nash-BMW